# Linia kolejowa Bufleben – Großenbehringen
Linia kolejowa Bufleben – Großenbehringen – dawna lokalna jednotorowa i niezelektryfikowana linia kolejowa w kraju związkowym Turyngia, w Niemczech. Łączyła miejscowości Bufleben i Großenbehringen.